# Projekt 877
Das Projekt 877 Paltus (russisch Палтус ‚Heilbutt‘), von der NATO mit dem Codenamen Kilo- oder Kilo-I-Klasse bezeichnet, ist ein ursprünglich sowjetischer Jagd-U-Boot-Typ aus den 1980er-Jahren. Boote dieses konventionell, also nicht-atomar angetriebenen Bautyps befinden sich bis heute bei der Russischen Seekriegsflotte im Einsatz. Zudem entwickelte sich dieses Modell mit 37 an sieben verschiedene ausländische Marinen verkauften U-Booten zu einem Exporterfolg.

## Geschichte

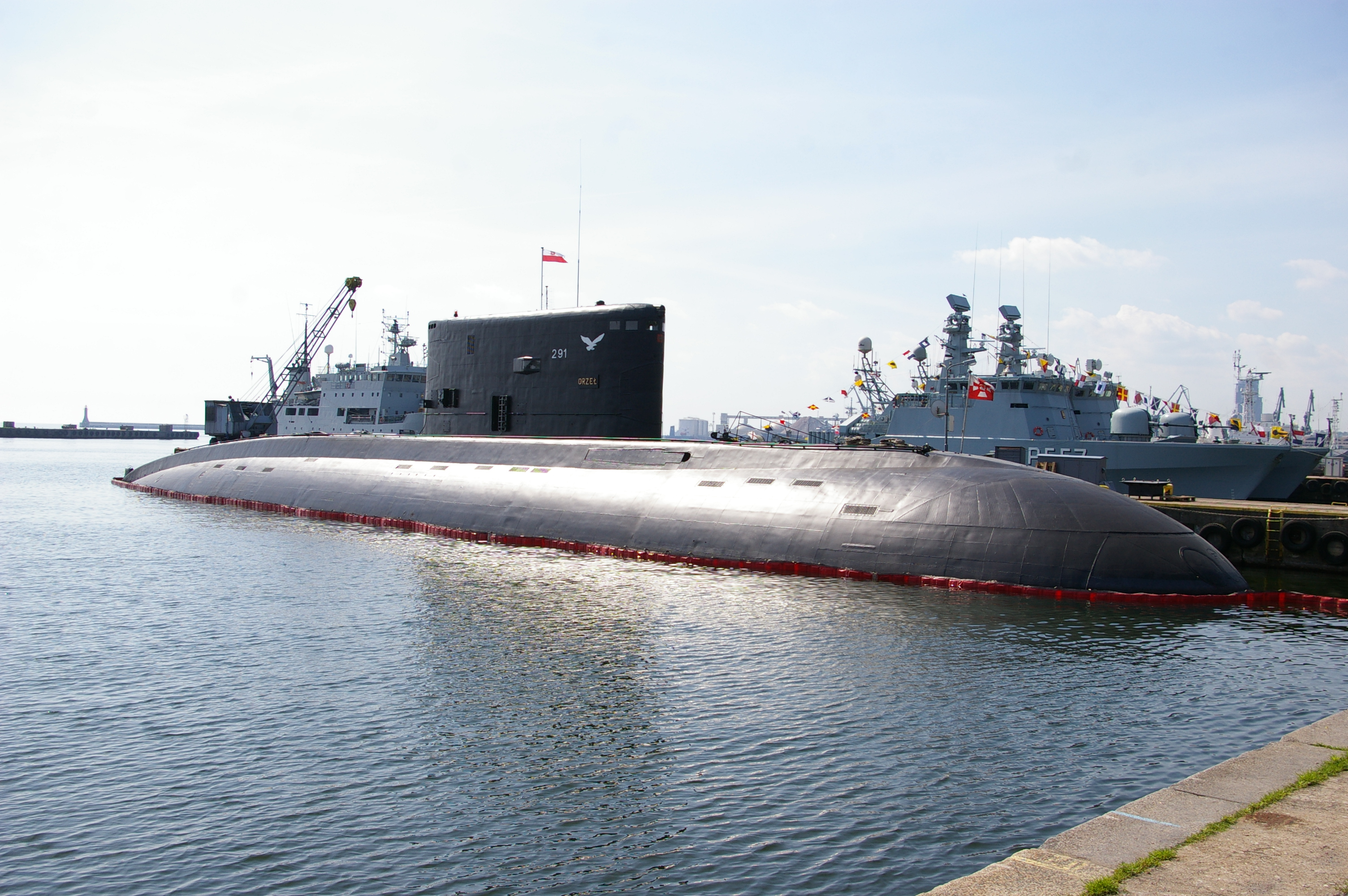
Das erste Exportboot, die polnische ORP Orzeł

Nach den U-Boot-Klassen Projekt 641 und Projekt 641B Som, die Weiterentwicklungen bestehender Bootstypen waren, stellte das Projekt 877 eine komplette Neuentwicklung dar. Es war die letzte Entwicklung im konventionellen sowjetischen U-Boot-Bau und entstand in den 1970er-Jahren im Konstruktionsbüro Rubin. Gebaut wurden die Boote ab 1980 auf verschiedenen Werften. Das bereits Ende 1980 fertiggestellte Typboot wurde 1982 in Dienst gestellt; je nach Quelle wurde das zweite Boot der Klasse bereits im Jahr 1981 in Dienst gestellt.
Insgesamt wurden 24 Boote für die sowjetische Marine gebaut, wovon je nach Quelle mit Stand 2011 noch 16 oder 17 Boote im Dienst der russischen Marine stehen. Diese verteilen sich auf die Pazifik-, die Nord- und die Schwarzmeerflotte sowie die Baltische Flotte.

## Technik
Die Boote der Klasse Projekt 877 sind konventionell angetrieben und verfügen über ein breites Einsatzspektrum. Hierzu zählen insbesondere die Bekämpfung von U-Booten und Überwasserschiffen, das Legen von Minen sowie Patrouillen- und Überwachungsaufgaben.
Als erste konventionell angetriebenes U-Bootsklasse aus sowjetischer Produktion hat Projekt 877 einen tropfenförmigen Rumpf. Dieses Design erhöht die Unterwassergeschwindigkeit und senkt den Geräuschpegel. Der Antrieb erfolgt im Gegensatz zu den Vorgängerklassen mit nur noch einem anstelle von drei dieselelektrisch angetriebenen Propellern, was die Effizienz verbessert und die Geräuschentwicklung verringert. Angetrieben wird die einzige Welle von einem 5500 PS starken Elektromotor, der bei Unterwasserfahrt von Batterien, bei Schnorchel- oder Überwasserfahrt von zwei Dieselmotoren mit angeschlossenen Generatoren gespeist wird. Der Rumpf ist als Zweihüllenrumpf ausgelegt. Dabei ist die innere Hülle, die in sechs wasserdichte Abteilungen unterteilt ist, der Druckteil, während sich zwischen Innen- und Außenhülle die Wassertanks zur Regulierung des Auftriebs befinden. Wie bereits bei Projekt 641B ist die gesamte Außenhaut mit einer Gummischicht überzogen, welche die Ortbarkeit durch Sonar reduzieren soll. Am Heck befindet sich ein T-förmiges Leitwerk mit einem nach unten gerichteten Seitenruder sowie einem quer dazu liegenden Tiefenruder. Zwei weitere Tiefenruder können vor dem Turm ausgefahren werden.
Ein einzelnes Boot, B-871 Alrosa, ist anstelle des konventionellen Propellerantriebs mit einem Düsenringpropeller ausgerüstet.
Die Bewaffnung besteht bei allen Booten aus sechs Torpedorohren vom Standardkaliber 533 mm, welche in zwei Reihen von je drei übereinander liegenden Rohren im Bug angeordnet sind. Zusätzlich zu den sechs vorgeladenen Torpedos können zwölf weitere Torpedos mitgeführt werden, was insgesamt 18 Waffen ergibt. Eine automatische Schnellladevorrichtung kann binnen fünf Minuten nachladen. Alternativ können bis zu 24 Seeminen an Bord genommen werden, die ebenfalls durch die Torpedorohre ausgestoßen werden.
Ein Teil der Boote wurden dabei in verbesserten Versionen gebaut, die z. T. auch kombiniert wurden:
- Kennbuchstabe K – verbesserte Feuerleitanlage;
- Kennbuchstabe M – Fähigkeit zum Abschuss drahtgelenkter Torpedos, die präziser sind;
- Kennbuchstabe E – Exportversion.

Die nachgerüsteten indischen Boote der Bauvariante 877EKM können zudem Kalibr-Seezielflugkörper einsetzen. Von diesen ebenfalls durch die Torpedorohre ausgestoßenen Waffen werden üblicherweise vier Stück in Ergänzung zu 14 Torpedos mitgeführt.

## Nachfolgemodell
Als Nachfolger für Projekt 877 entstand ab 1996 für dasselbe Einsatzspektrum die Klasse Projekt 636, von der NATO Improved Kilo oder Kilo-II-Klasse genannt.

## Exporte

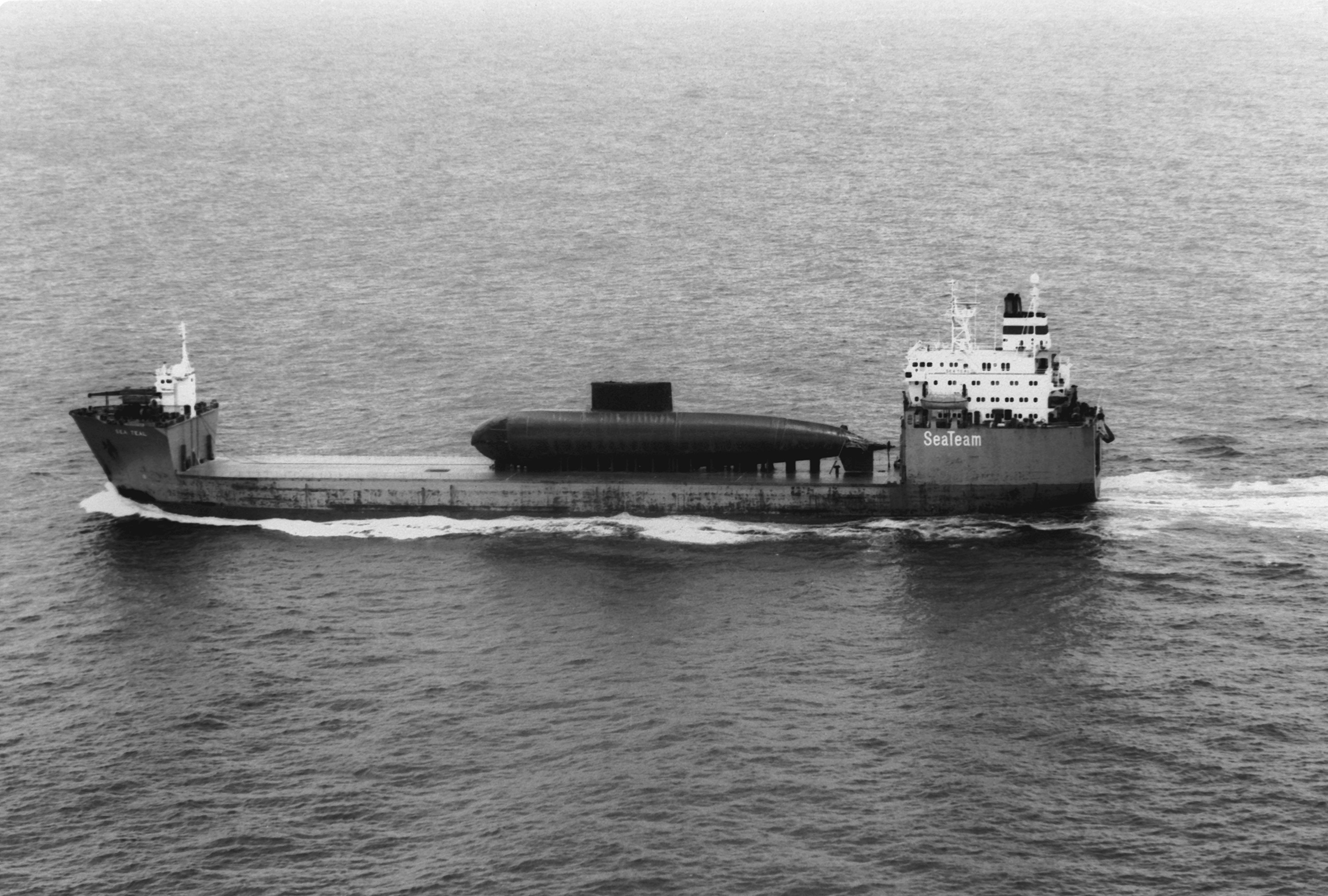
Das zweite chinesische Boot der Paltus-Klasse auf dem absenkbaren Schwergutschiff Sea Team, 15. Oktober 1995

Ab 1985 wurden erste Boote an Exportkunden ausgeliefert. Dabei ging je ein Boot an die damaligen Warschauer-Pakt-Staaten Polen und Rumänien. Während ORP Orzeł bis heute in der polnischen Marine zur See fährt, ist die Delfinul der rumänischen Marine seit 1995 inaktiv. In den Jahren 1986 bis 1991 wurden entsprechend einem im Jahre 1980 geschlossenen Vertrag acht Boote an die indische Marine geliefert, wo sie als Sindhughosh-Klasse in Dienst gestellt wurden. Zwei weitere Boote wurden 1986 und 1987 an Algerien geliefert. Anfang der 1990er Jahre konnten zudem der Iran und die Volksrepublik China als Kunden gewonnen werden, welche drei bzw. zwei Boote abnahmen. In den Jahren 1997 und 2000 erhielt die indische Marine jeweils ein weiteres Boot.
Die meisten dieser Exportboote entsprechen der Variante 877EKM. Nicht ganz klar ist die Einordnung der Orzeł und der Delfinul, die je nach Quelle entweder Projekt 877E noch ohne die Verbesserungen oder bereits Projekt 877EKM entsprechen.
Die beiden letzten indischen Boote, vor allem aber das Zweite waren von Beginn gegenüber dem ursprünglichen Projekt 877EKM verbessert. Trotzdem werden sie meist noch nicht zur Nachfolgeklasse Kilo-II gezählt, da sie nicht deren Rumpf haben. Die acht älteren indischen Boote wurden ab 1997 von russischen Werften auf diesen Stand aufgerüstet. Sie haben nun das leistungsfähigere Sonar der U-Bootklasse  Projekt 636 (MGK-400EM statt MGK-400), die Fähigkeiten Kalibr-Raketen (NATO-Codename: SS-N-27 „Sizzler“) zu verschießen, und einen neuen, in Deutschland entwickelten und in Indien gebauten Batterietyp.

## Zwischenfälle

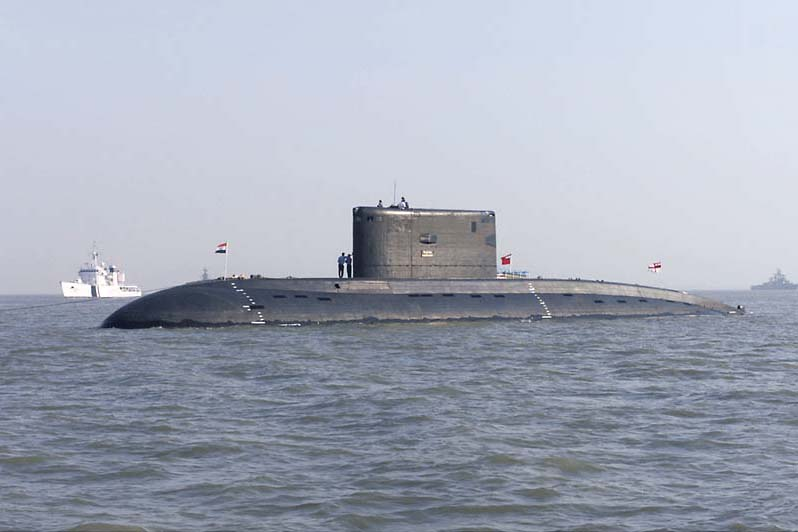
Die Sindhurakshak (S63) im Hafen von Mumbai

Am 14. August 2013 ereigneten sich auf dem in der Werft in Mumbai liegenden Boot Sindhurakshak durch unsachgemäße Munitionshandhabung mehrere Explosionen, die einen Großbrand auslösten. Das Boot sank während der Löscharbeiten im flachen Wasser und erwies sich nach der Bergung als nicht reparabel. 18 im Boot eingeschlossene Besatzungsmitglieder kamen ums Leben.
Das russische U-Boot B-237 Rostow-am-Don wurde nach ukrainischen Berichten im September 2023 bei der Reparatur in einer Werft von Sewastopol durch eine ukrainische Drohne beschädigt. Am 3. August 2024 sei ein erneuter Drohnen- und Raketenangriff erfolgt, der das mittlerweile reparierte U-Boot bei Sewastopol versenkt habe.

## Vergleichbare Typen
Die Boote des Projekts 877 zählten bei der Indienststellung in den 1980er-Jahren zu den leisesten und größten konventionellen U-Booten der Welt. Vergleichbare westliche Muster waren die amerikanische Barbel-Klasse und die davon abgeleitete niederländische Zwaardvis-Klasse (für Taiwan auch als Hai-Lung-Klasse gebaut), die japanische Uzushio- und Yūshio-Klasse, sowie der für Argentinien gebaute deutsche Entwurf TR 1700. Deutlich kleiner waren die französischen Boote vom Typ A 90B Agosta sowie selbst die größte Variante der deutschen Klasse 209, der Typ 209/1500. Eher vergleichbar dürften die rund ein Jahrzehnt später entwickelten Boote der britischen Upholder- und der australischen Collins-Klasse sein. Auf den Exportmärkten konnte Projekt 877 gegen diese Konkurrenz einen erheblichen Anteil erobern, was vor allem auf das günstige Preis-Leistungs-Verhältnis und die im Vergleich zu westlichen Staaten sehr lockeren Exportbeschränkungen zurückzuführen sein dürfte. Aus rein technologischer Sicht dürfte die Klasse Projekt 877 den neueren westlichen Entwicklungen mit außenluftunabhängigem Antrieb – und entsprechendem Preis – wie der französischen Scorpène-Klasse oder der deutschen U-Boot-Klasse 212 A oder U-Boot-Klasse 214 nicht gewachsen sein, weshalb in Russland seit Anfang der 1990er-Jahre am komplett neuentwickelten Projekt 677 Lada/Amur gearbeitet wird, das als Einhüllenboot ausgelegt ist.